# Council of Economic Advisers
Council of Economic Advisers (CEA) är ett amerikanskt rådgivningsorgan inom USA:s presidentkansli och som står till förfogande till USA:s president när denne behöver rådgivning vid regeringsbeslut rörande ekonomiska frågor både nationellt- och internationellt. Sedan 2025 är Stephen Miran ordförande för CEA.
CEA bildades 20 februari 1946 i och med att den federala lagen Employment Act of 1946 trädde kraft efter att USA:s kongress bland annat tyckte att presidenten borde ha mer permanenta rådgivningsmöjligheter när denne ska ta regeringsbeslut i ekonomiska frågor.